# Hypothyris vallonia
Espèce
Hypothyris vallonia est un insecte lépidoptère  de la famille des Nymphalidae, de la sous-famille des Danainae et du genre Hypothyris.

## Dénomination
Hypothyris vallonia a été décrit par William Chapman Hewitson en 1853 sous le nom initial d' Ithonia vallonia.

### Sous-espèces
- Hypothyris vallonia vallonia; présent au Brésil
- Hypothyris vallonia glycon (Godman, 1899); présent au Surinam, en Guyana et en Guyane.
- Hypothyris vallonia ssp; présent au Brésil
- Hypothyris vallonia ssp; présent au Brésil[1].

## Description
Hypothyris vallonia est un papillon à corps fin, aux ailes ailes à apex arrondi et aux ailes antérieures à bord interne concave. Les ailes antérieures sont à base orange bordées de marron avec deux plages transparentes et une ligne submarginale de points blancs dans la bordure marron.  Les ailes postérieures sont orange avec une plage transparente, marquées d'une ligne marron et bordées de marron avec une ligne submarginale de points blancs au bord externe dans cette bordure marron
Le revers est semblable.

## Écologie et distribution
Hypothyris vallonia est présent au Brésil, au Surinam, en Guyana et en Guyane.

### Protection
Pas de statut de protection particulier.